# テヘラン (テレビドラマ)
『テヘラン』（原題:טהרן、英題:Tehran）は、2020年から放送されているイスラエルのテレビドラマシリーズ。イランの首都テヘランに潜入した諜報員タマルを描く。出演はニヴ・スルタン、ショーン・トーブ、ナヴィド・ネガーバンなど。2020年6月22日にイスラエルの放送局Kan 11でプレミア放送された後、9月25日にApple TV+から全世界に配信された。

## あらすじ
モサドの諜報員であるタマルは、イランの原子炉破壊作戦のため別人になりすましテヘランに潜入する。しかしミッションが失敗してしまい、彼女はテヘランから脱出できなくなってしまう。

## キャスト
タマル・ラビニアン
演 - ニヴ・スルタン、声 - 白石涼子
ファラズ・カマリ
演 - ショーン・トーブ
マスード・タブリジ
演 - ナヴィド・ネガーバン
ヤエル・カドーシュ
演 - リラズ・シャルヒ、声 - 原島梢
メイア・ゴレフ
演 - メナシェ・ノイ、声 - 玉野井直樹
ミラド
演 - シャービン・アレナビ

## エピソード
| 通算 話数 | シーズン 話数 | タイトル                                             | 監督          | 脚本                        | 公開日        |
| --------- | ------------- | ---------------------------------------------------- | ------------- | --------------------------- | ------------- |
| 1         | 1             | "テヘランへの緊急着陸" "Emergency Landing in Tehran" | Daniel Syrkin | Moshe Zonder & Omri Shenhar | 2020年6月22日 |
| 1         | 2             | "血塗られた手" "Blood on Her Hands"                  | Daniel Syrkin | Moshe Zonder & Omri Shenhar | 2020年6月22日 |
| 1         | 3             | "ヤサミンの娘" "Yasamin's Girl"                      | Daniel Syrkin | Moshe Zonder & Omri Shenhar | 2020年6月29日 |
| 1         | 4             | "シャキーラとシックボーイ" "Shakira and Sickboy"     | Daniel Syrkin | Moshe Zonder & Omri Shenhar | 2020年6月29日 |
| 1         | 5             | "イランの別の顔" "The Other Iran"                    | Daniel Syrkin | Moshe Zonder & Omri Shenhar | 2020年7月6日  |
| 1         | 6             | "エンジニア" "The Engineer"                          | Daniel Syrkin | Moshe Zonder & Omri Shenhar | 2020年7月13日 |
| 1         | 7             | "タマルの父" "Tamar's Father"                        | Daniel Syrkin | Moshe Zonder & Omri Shenhar | 2020年7月20日 |
| 1         | 8             | "空爆までの5時間" "Five Hours Until the Bombing Run" | Daniel Syrkin | Moshe Zonder & Omri Shenhar | 2020年7月27日 |

## 製作
2019年10月28日より製作が開始された。イラン人を演じる俳優の一部は、実際にイランで生まれ母国語としてペルシャ語を話す者が採用されている。タマルを演じるニヴ・スルタンは、4ヶ月間ペルシャ語を学び、さらにクラヴマガ・イスラエルの護身術を習得した。撮影はすべてアテネで行なわれた。
本作はイスラエルのKan 11で放送されており、Kan 11のウェブサイトでヘブライ語でストリーミング配信されている。
2019年7月、Cineflixは本作の全世界での独占配信権を取得した。2020年6月16日には、Apple TV+がイスラエル以外での国際的な放送権を獲得し、全世界で配信されることとなった。